# Lynnwood

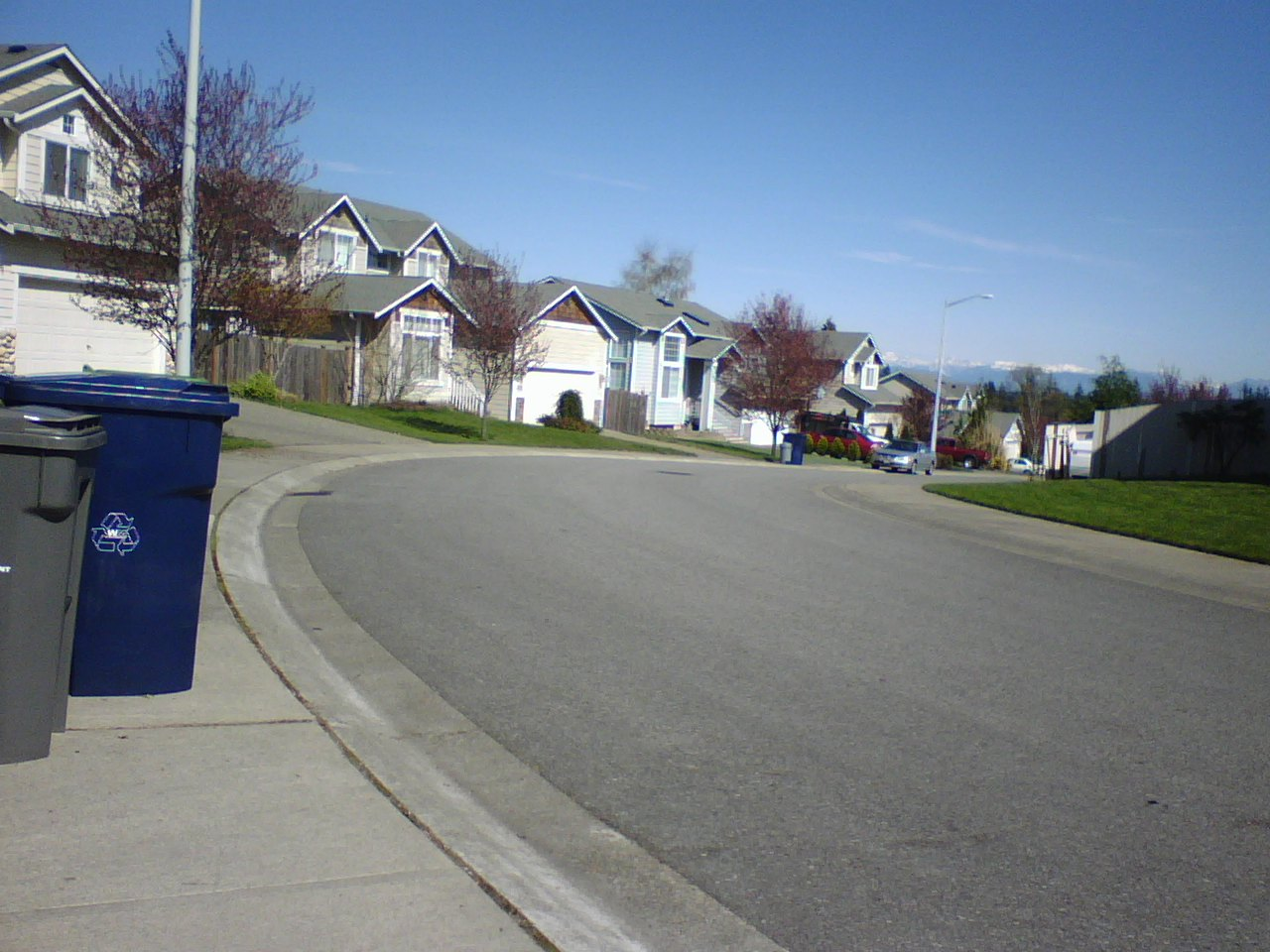
Typická rezidenční čtvrť v Lynnwoodu.

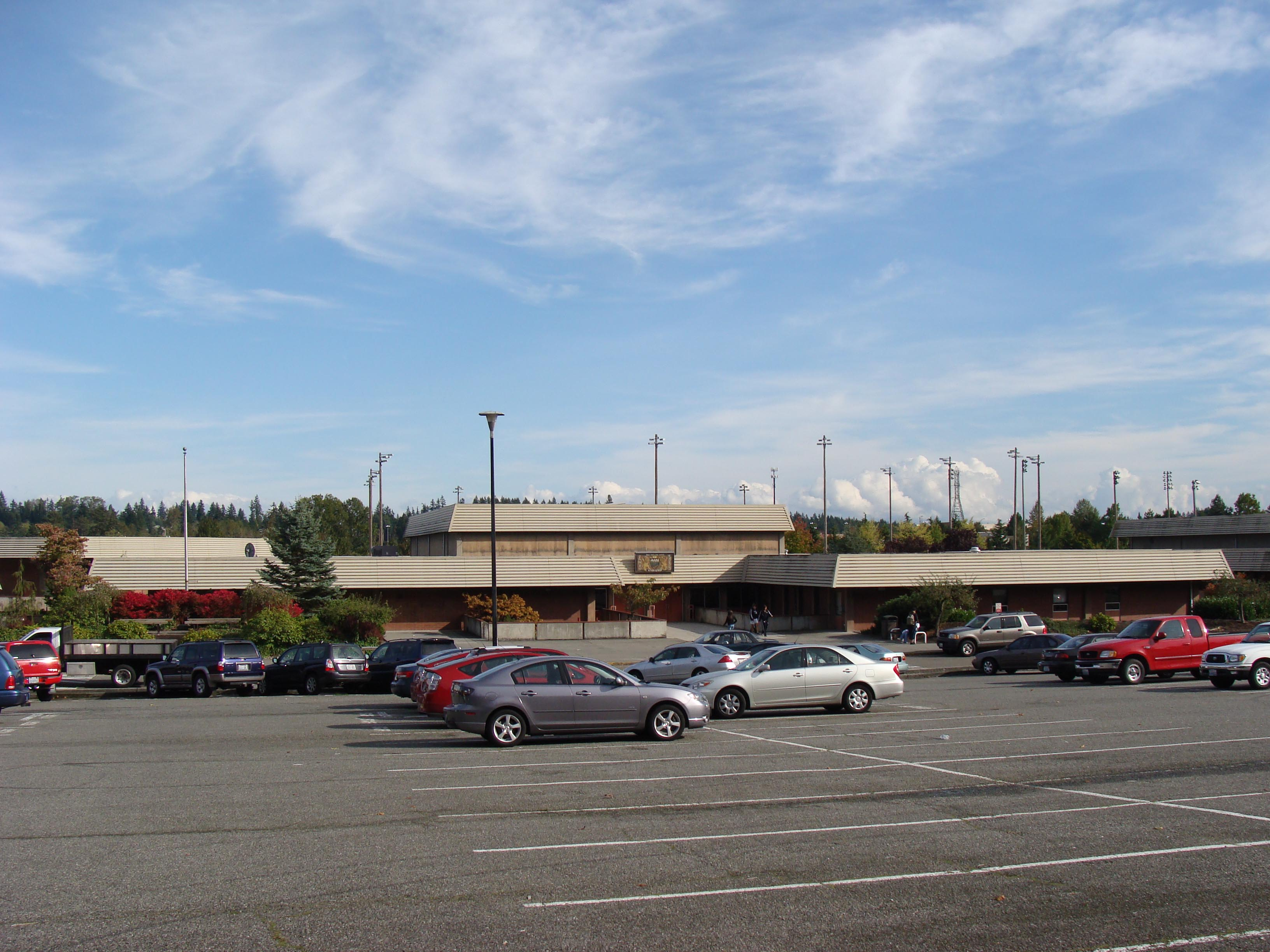
Střední škola Lynnwood High School.

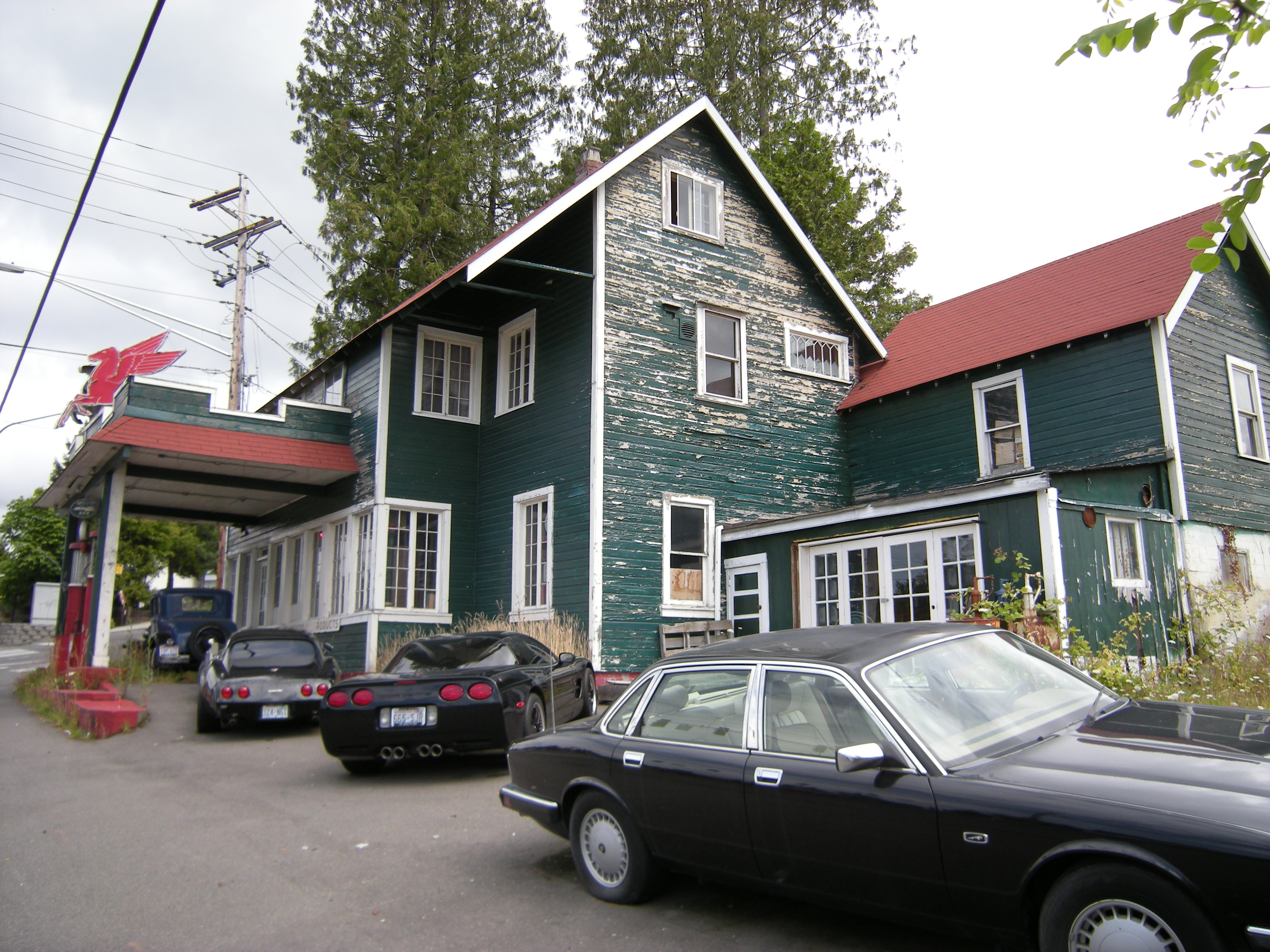
Historická čerpací stanice Keeler's Corner.

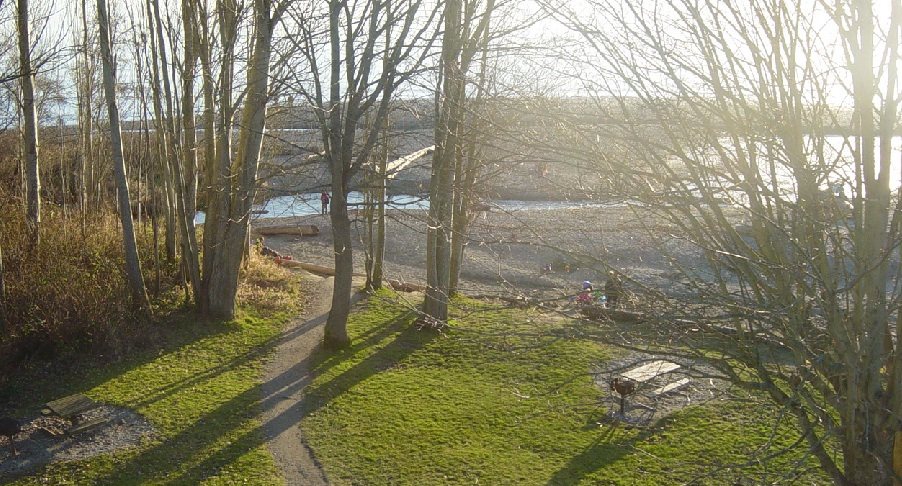
Park Picnic Point na severu města.

Lynnwood je město v okrese Snohomish v americkém státě Washington. V roce 2010 v něm žilo 35 836 obyvatel, což z něj dělalo čtvrté největší město okresu a devětadvacáté největší ve státě. Jedná se o směs města, předměstí, dopravního uzlu a satelitního města pro Seattle, kam mnoho obyvatel Lynnwoodu dojíždí za prací. Díky velkému počtu maloobchodů, které se v Lynnwoodu nachází, se město stalo centrem jižní části okresu Snohomish. Město prakticky obklopuje křižovatku mezistátních dálnic Interstate 5 a Interstate 405 a prakticky se jedná o nejsevernější přilehlé předměstí Seattlu, odtud pak hojně využívaná Interstate 5 pokračuje k městům Everett, Bellingham a Vancouver. Klima Lynnwoodu je vlhké a chladné, dokonce je vlhčí než v Seattlu. Za centrum města se dá považovat oblast kolem křižovatky ulic 44th Avenue West a 196th Street Southwest, kde se nachází typická změť malých podniků, maloobchodů a nákupních náměstí. Mimo centrum města se nachází velké obchodní centrum Alderwood Mall, jinak se jedná o převážně rezidenční obec s poměrně velkým počtem parků.

## Historie
Lynnwood byl oficiálně začleněn až v dubnu 1959, kdy byl vyříznut z většího nezačleněného území zvaného Alderwood Manor. Původně bylo území, kde dnes město leží, naplánováno a prodáno ve formě pozemků o výměře 4 tisíc m² navržených pro chov drůbeže. I dnes je zde k vidění většina z původních, osmdesát let starých domů, které dříve sloužily jako drůbeží farmy.
Název Lynnwood vymyslel jistý vývojář ze Seattlu, jenž plánoval zastavět plochu mezi silnicí Washington State Route 99 (Pacific Highway) a ulicí Alderwood Road (nyní 196th Street Southwest). Svou budovu takto pojmenoval kombinací jména své ženy, která se jmenovala Lynn, a poslední částí prvního slova názvu Alderwood. Mnoho okolních podniků a obchodů pak jméno Lynnwood převzalo a celá oblast se začala nazývat Lynnwood Business District.
Původním centrem tehdy ještě nezačleněné obce Lynnwood byla tedy křižovatka Pacific Highway a 196th Street Southwest. Ovšem poté, co byla postavena mezistátní dálnice Interstate 5, se stala hlavním přivaděčem do města ulice 44th Avenue West, na kterou vedl hlavní exit z dálnice. V té době město naplánovalo území východně od 48th Avenue West a jižně od 194th Street Southwest pro obchodní zástavbu. Toho jako první využil obchodní řetězec Fred Meyer, jehož pobočka se stala centrálním objektem nového centra. Krátce poté byl v centru postaven i hotel Landmark, jenž nyní spadá pod řetězec La Quinta Inns & Suites.
S následující výstavbou další mezistátní dálnice, Interstate 405, která měla do města přivézt více lidí, bylo postaveno dále na východě obce obrovské obchodní centrum Alderwood Mall, jehož výstavba tak rozšířila komerční centrum města dále k východním hranicím Lynnwoodu.

## Geografie
Město má rozlohu 19,8 km². Důležitými jezery ve městě jsou Scriberovo a Hallovo jezero, Lynnwoodem také protéká potok Swamp Creek.

## Demografie
Při sčítání lidu v roce 2010 ve městě žilo 35 836 obyvatel, z nichž 64 % tvořili běloši, 17 % Asiaté a 6 % Afroameričané. 13 % obyvatelstva bylo hispánského původu. Průměrný roční příjem na jednu domácnost činil v roce 2000 42 814 amerických dolarů.

## Vzdělávání
- Central Washington University provozuje v Lynnwoodu, na kampusu Edmonds Community College, pobočku nabízející bakalářská studia v oborech účetnictví, obchodní administrace, základoškolská pedagogika, management cateringových služeb, sociální vědy, informační technologie a administrace, zákon a spravedlnost, matematika a bezpečnost a zdravotní správa a magisterská studia v oboru profesionálního účetnictví.

- Edmonds Community College je dvouletá městská vysoká škola založená roku 1967 s kampusem o rozloze 200 tisíc m² v Lynnwoodu. Nabízí první dva roky čtyřletých bakalářských studií, která mohou studenti pokračovat prostřednictvím partnerství ECC s univerzitami.

- Město obsluhují tři střední školy, a to Lynnwood High School v Bothellu, Meadowdale High School v Lynnwoodu a Scriber Lake High School ve městě Edmonds.

## Důležitá místa
Kromě komerčního městského centra se v Lynnwoodu nachází několik dalších zajímavých míst. Jedním z nich je dlouhá léta staré Pine Cone Cafe na křižovatce 188th Street Southwest a Highway 99. Dříve připomínalo slavné seattleské Beth's Cafe a dlouhá léta bylo centrem zdejší, nyní již zaniklé, motorkářské kultury. Vevnitř připomínalo vlakový jídelní vůz, v polovině 70. let si rovněž získalo reputaci mezi teenagery, kteří sem často chodili hrát pinball. Na konci své existence bylo nadále oblíbené mezi mladými, ale také sem za nostalgií chodili senioři. Nyní se v budově nachází obchod s tabákem Crown Smoke.
Na křižovatce Highway 99 a 164th Street Southwest se nachází Keeler's Corner, starodávná čerpací stanice, která už je dávno mimo provoz. Velice důležitým místem bylo také Pantry Cafe na křižovatce Highway 99 a Lincoln Way, a to až do požáru v roce 2004, který kavárnu zničil. Dále místní nezapomenou na starodávné hodinářství House of Clocks na křižovatce Highway 99 a 156th Street Southwest. Kousek na jih od něj se nacházelo autokino Sno-King Drive-In, které bylo v provozu mezi lety 1946 a 1986. Nyní se na místě kina nachází pobočka řetězce Value Village. Nakonec je známé místní bowlingové a rollerskatingové centrum Lynnwood Bowl & Skate, jenž se nachází na křižovatce Highway 99 a 200th Street Southwest. V provozu je již od 50. let.

### Parky
V Lynnwoodu se nachází poměrně mnoho parků. Scriber Lake Park je zároveň přírodní rezervací chránící močály kolem Scriberova jezera. Wilcox Park byl prvním parkem města a nachází se na místě bývalé Wilcoxovy usedlosti. Jižně od městské knihovny lze nalézt Veterans Park vzdávající úctu americkým válečným veteránům. Heritage Park chrání historické budovy v oblasti zvané Alderwood Manor. Mezi známé turistické stezky patří Interurban Trail, která spojuje Seattle a Everett po cestě bývalé meziměstské tramvaje, a Scriber Creek Trail následující potok Scriber Creek do močálů Scriberova jezera.

## Známí rodáci a obyvatelé
- Tom McGrath - dabér a animátor známý z filmů Madagaskar
- Layne Staley - bývalý zpěvák a autor textů kapely Alice in Chains
- Travis Snider - right fielder týmu Pittsburgh Pirates v MLB